# Umělecká muzea San Francisca
Umělecká muzea San Francisca (Fine Arts Museums of San Francisco, FAMSF) jsou největší veřejnou uměleckou institucí ve městě San Francisco v Kalifornii. Organizace provozuje dvě muzea, a to De Youngovo muzeum v Golden Gate Park a Muzeum Legion of Honor v Lincoln Parku. Stálá sbírka muzeí má přibližně 150 tisíc předmětů.  
Na rozdíl od většiny ostatních velkých uměleckých muzeí nemají Umělecká muzea San Francisca velkou nadaci, ze které by mohla čerpat. Fungují podle ročního rozpočtu financovaného z členských příspěvků, prodeje vstupenek, darů (z filantropie a grantů) a nákupů ve svých obchodech. Jsou provozována v partnerství veřejného a soukromého sektoru s městem San Francisco, které vlastní obě budovy muzea a pokrývá asi 23 procent provozních nákladů poskytováním ostrahy a placením pojistného. V roce 2016 obě muzea přilákala dohromady 1,402 milionu návštěvníků. FAMSF pracuje s ročním rozpočtem kolem 55 milionů dolarů.

## Muzea
De Youngovo muzeum (plným anglickým jménem M. H. de Young Memorial Museum) má sbírku amerického umění, která je považována za nejlepší na západním pobřeží USA. Jsou zde zastoupeni mimo jiné John Singleton Copley, John Vanderlyn, Thomas Cole, George Caleb Bingham, Martin Johnson Heade, Frederic Edwin Church, Albert Bierstadt, Thomas Eakins, John Singer Sargent, William Michael Harnett, Mary Cassattová, Charles Demuth, Georgia O’Keeffeová, Grant Wood, Stuart Davis a Richard Diebenkorn.
Muzeum Legion of Honor (plným anglickým jménem California Palace of the Legion of Honor) se soustředí na antické a evropské umění, především francouzské. Jsou zde Rodinovy sochy včetně známého Myslitele a obrazy mistrů jako byli El Greco, Tizian, Rubens, Rembrandt, Boucher, David, Tiepolo, Gainsborough, Degas, Renoir, Monet, Pissarro, Seurat, Cézanne, van Gogh a jiní.

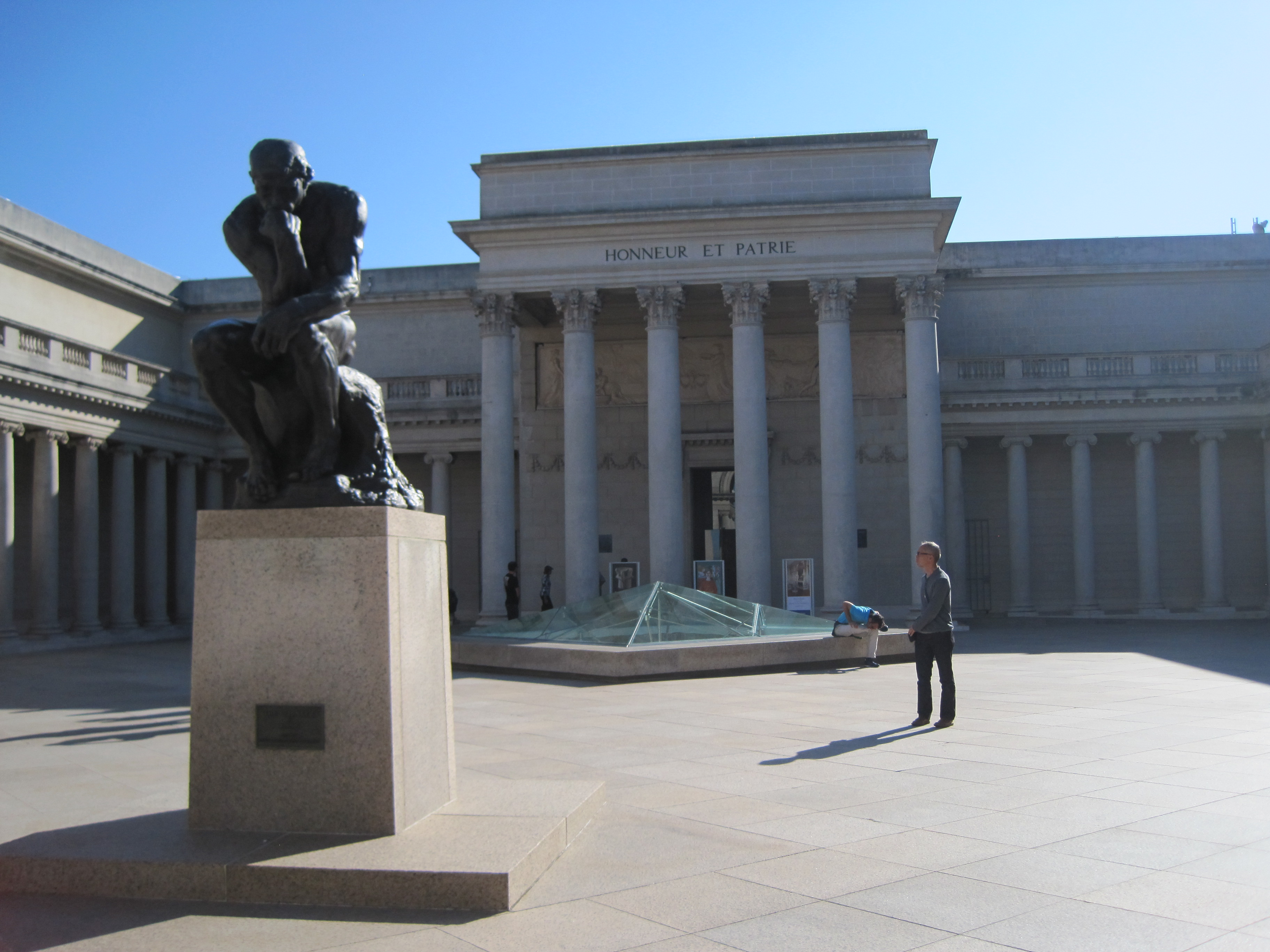
Rodinův Myslitel na nádvoří Muzea Legion of Honor
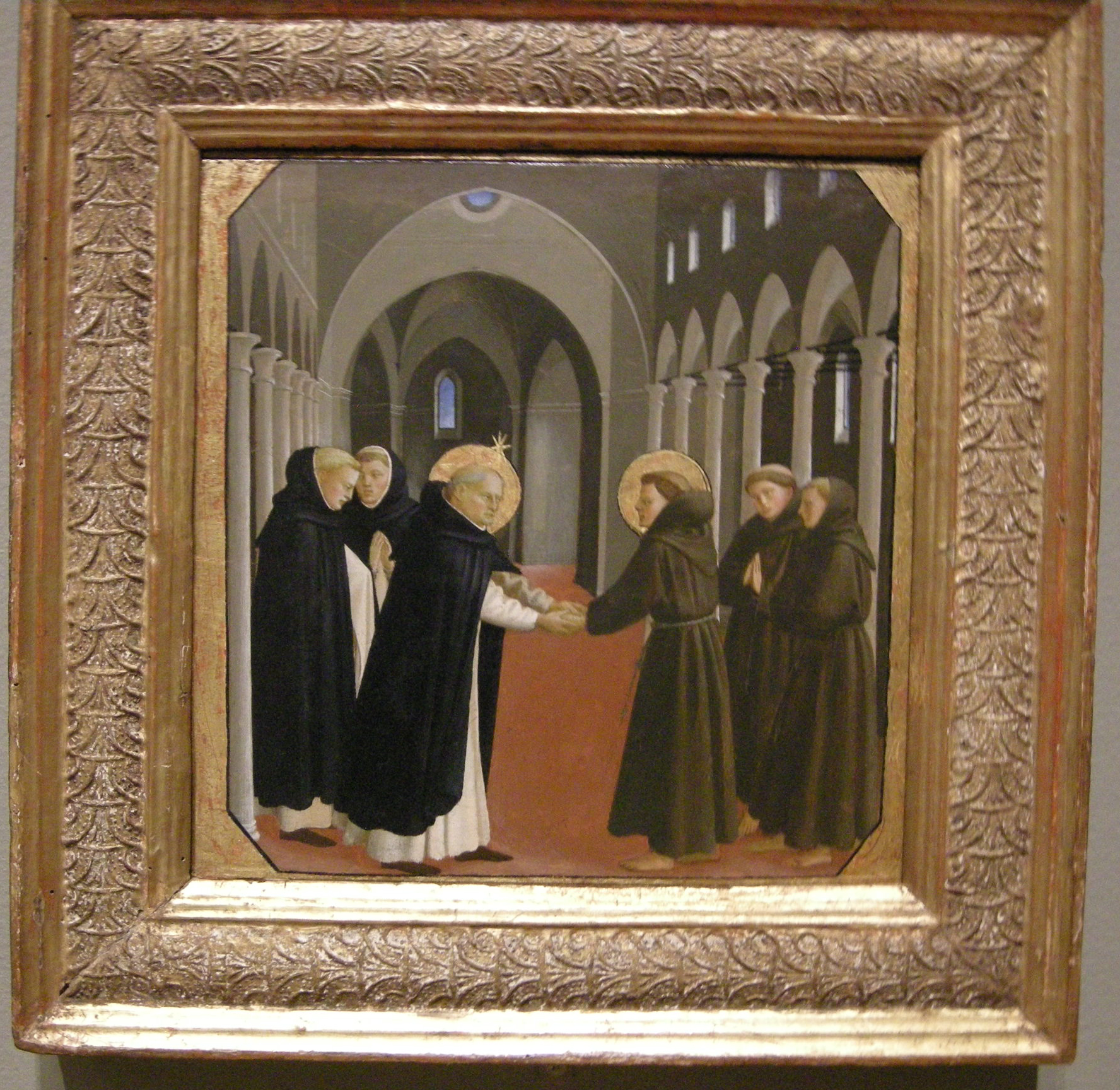
Fra Angelico, Setkání sv. Dominika a sv. Františka z Assisi, asi 1427–1429
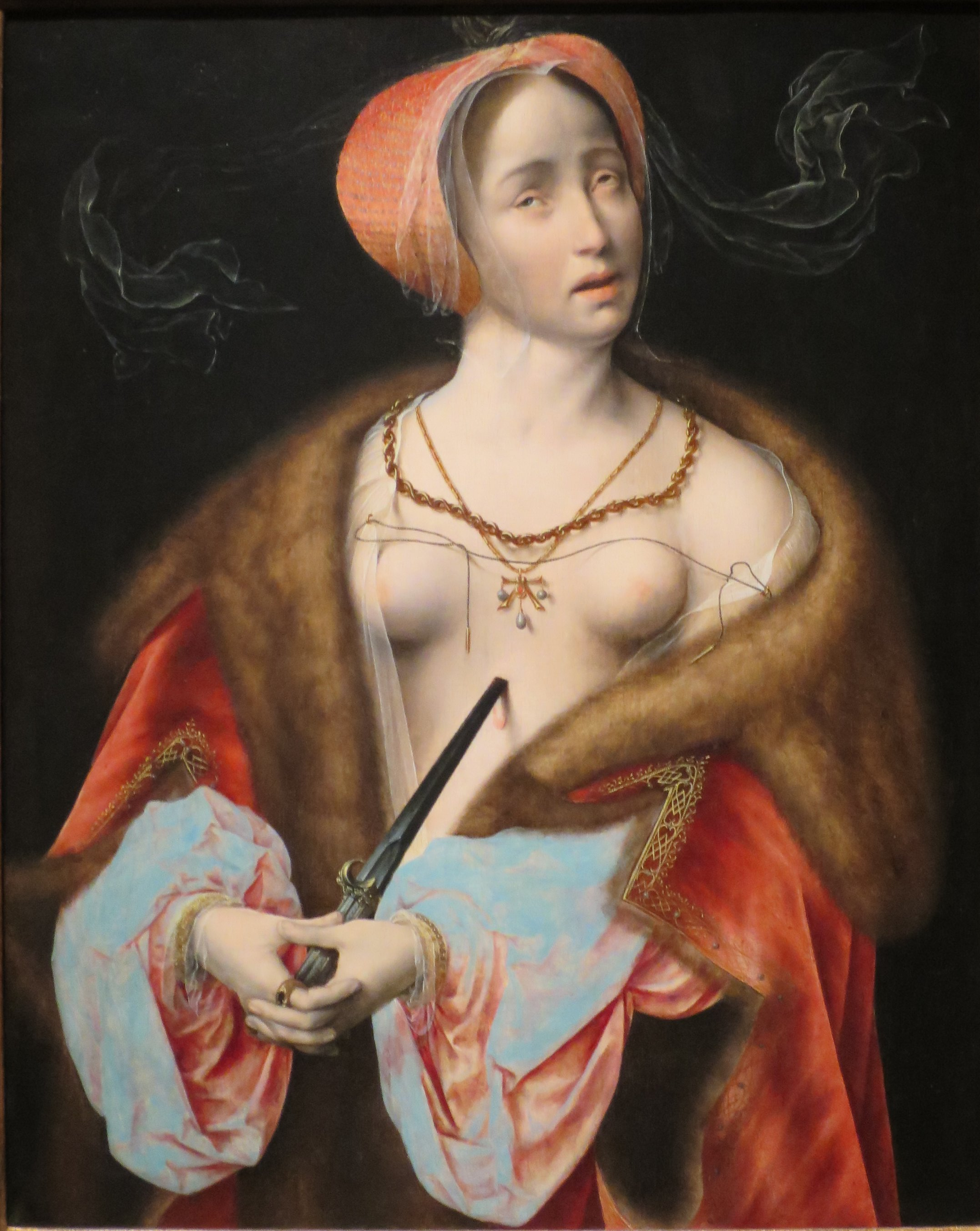
Joos van Cleve, Lukrécie, asi 1525
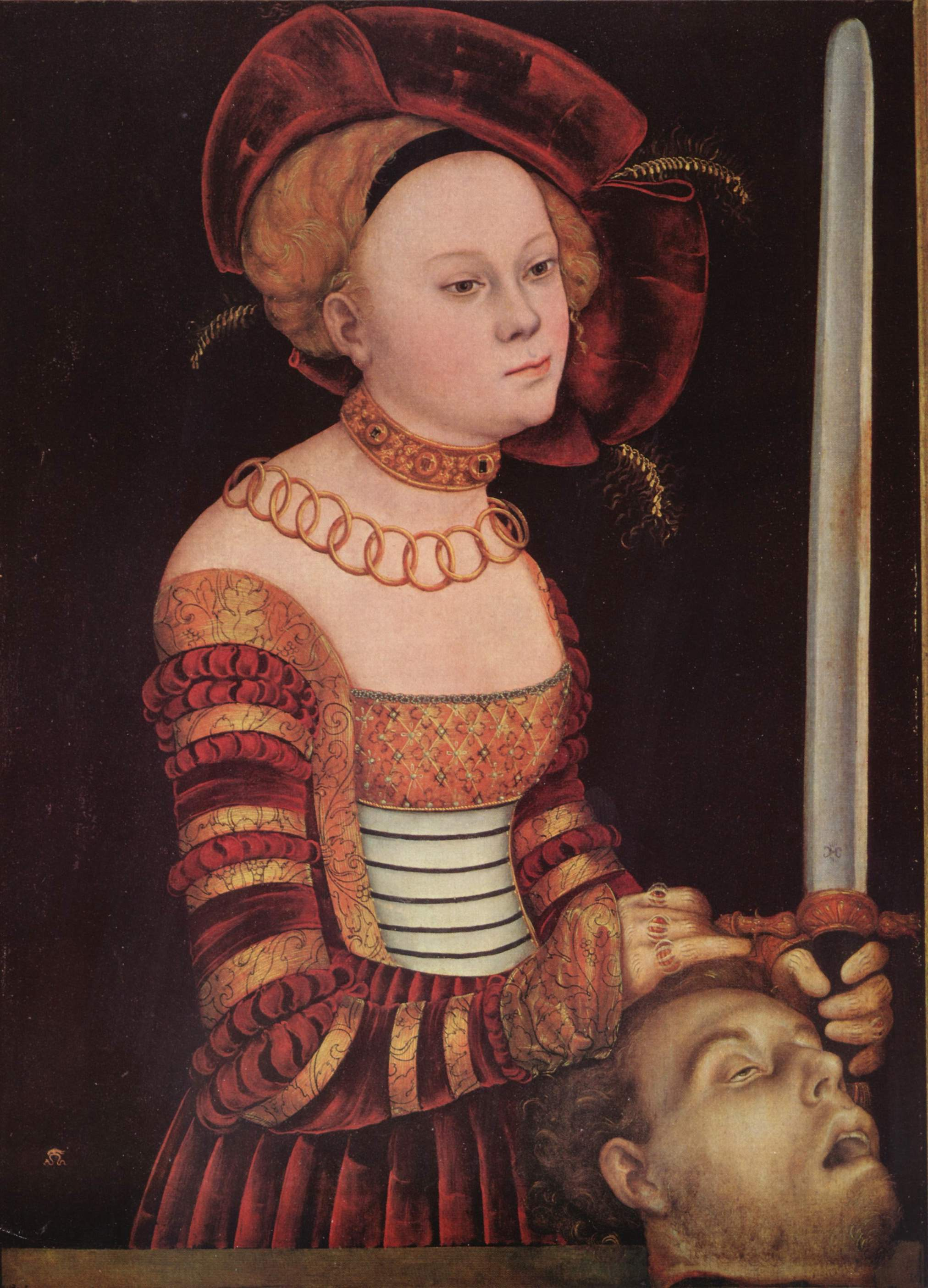
Lucas Cranach starší a jeho dílna, Judita s hlavou Holoferna, asi 1536–1540
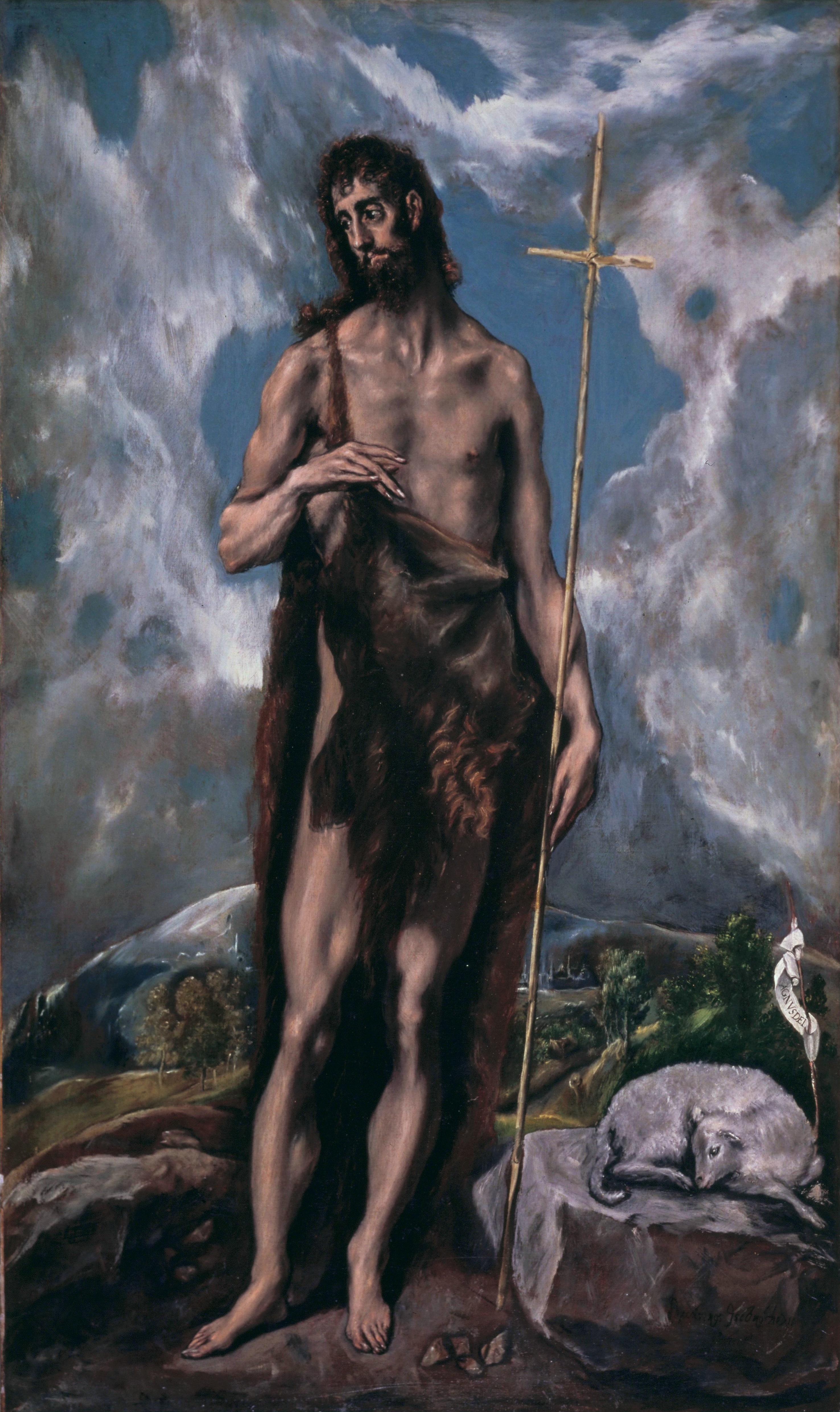
El Greco, Sv. Jan Křtitel, asi 1600
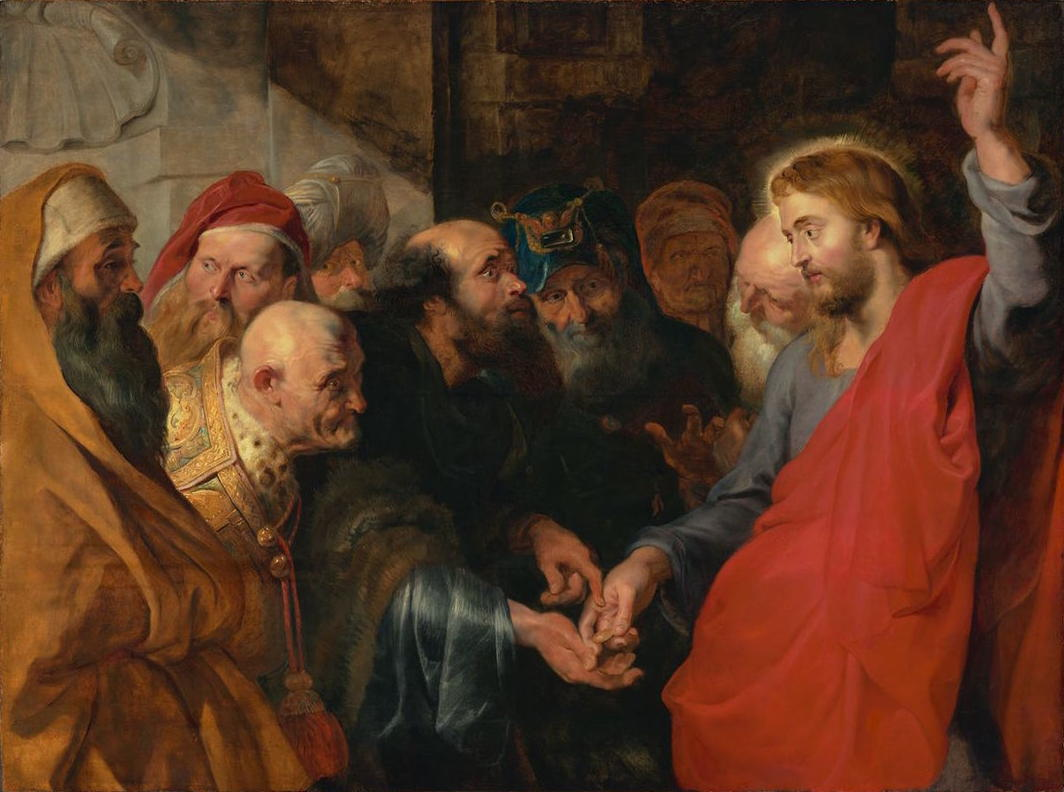
Peter Paul Rubens, Peníz daně, asi 1610–1615
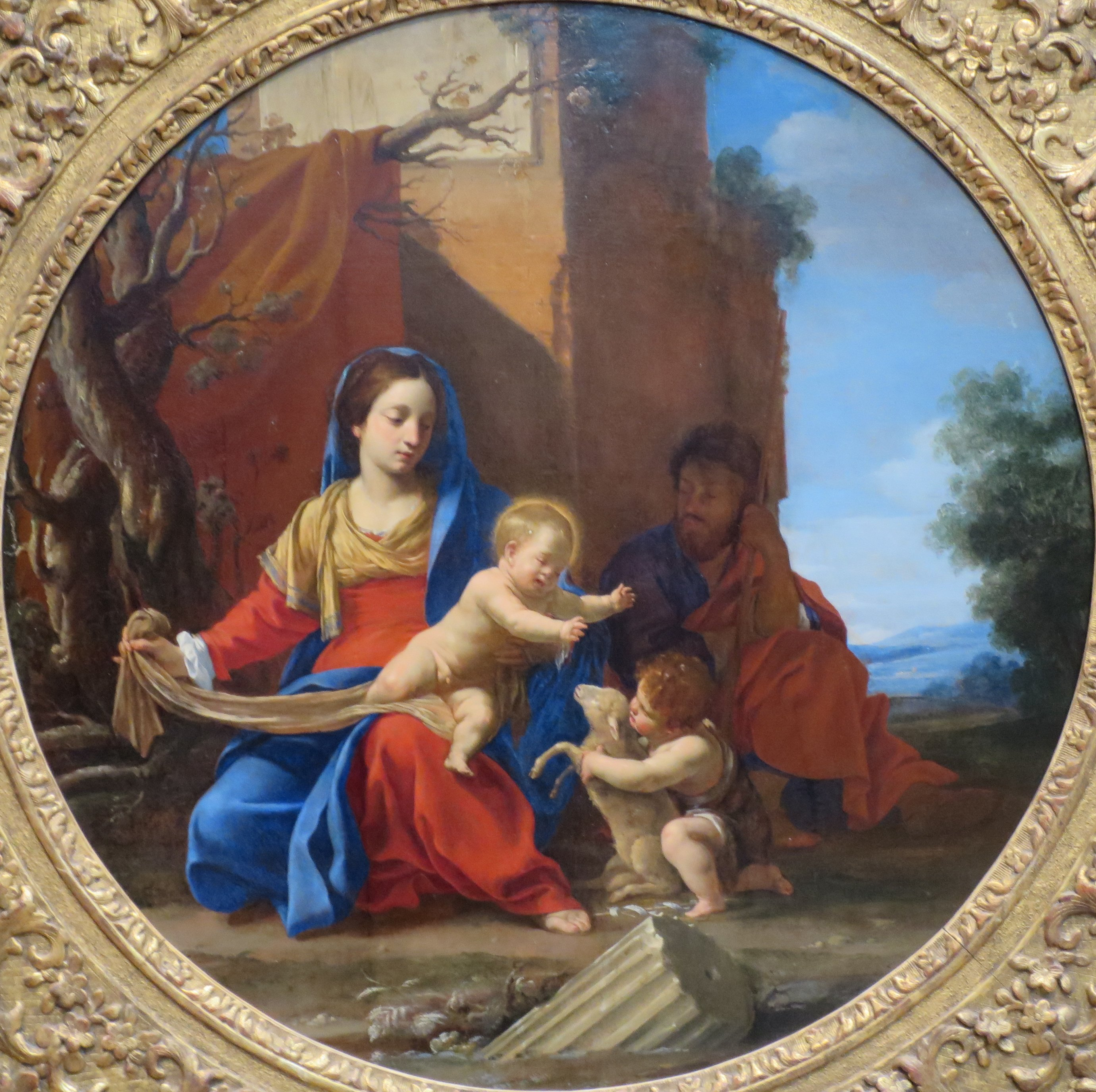
Simon Vouet, Sv. Rodina a Jan Křtitel (1626)
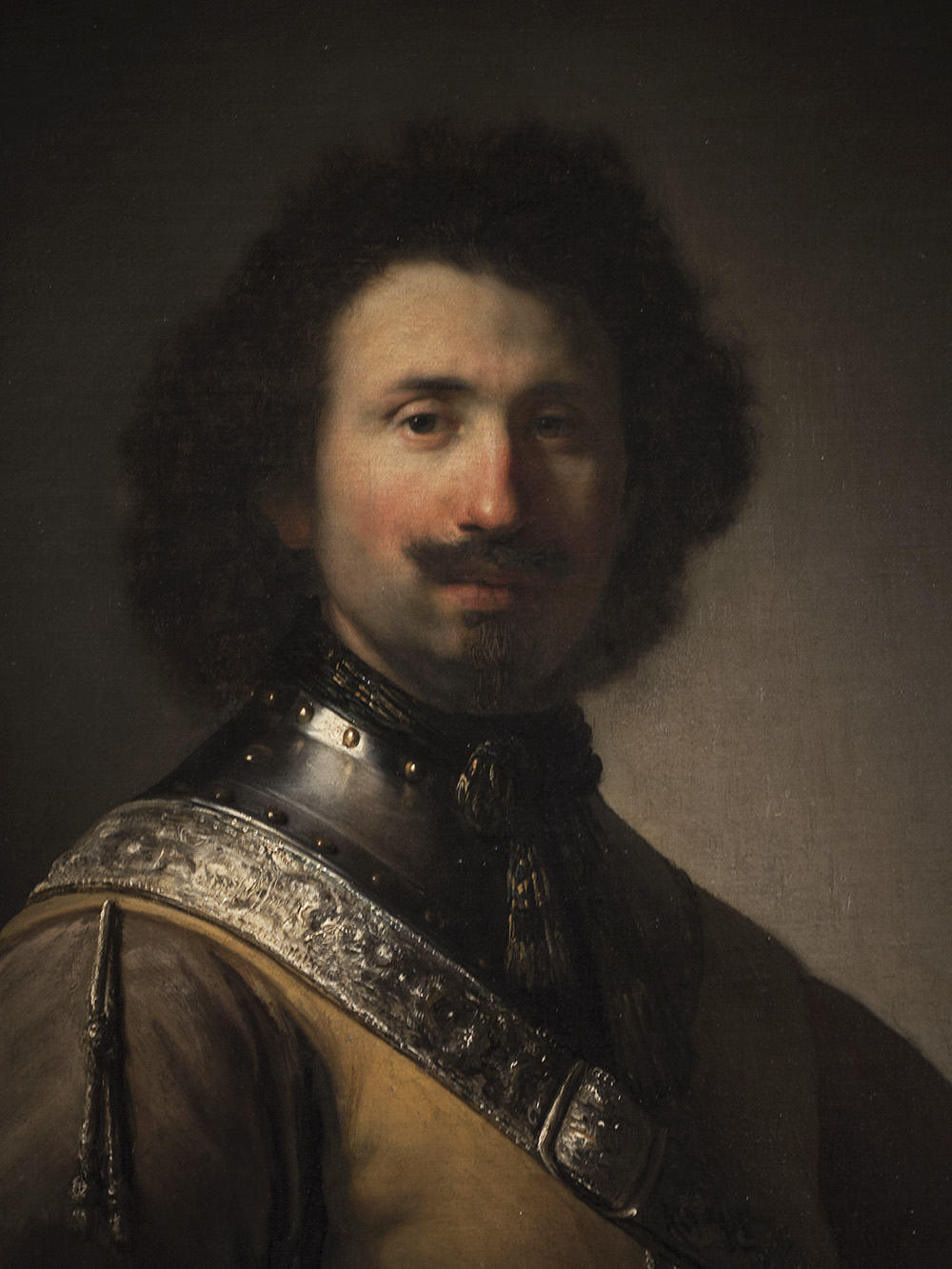
Rembrandt, Joris de Caulerij (1632)
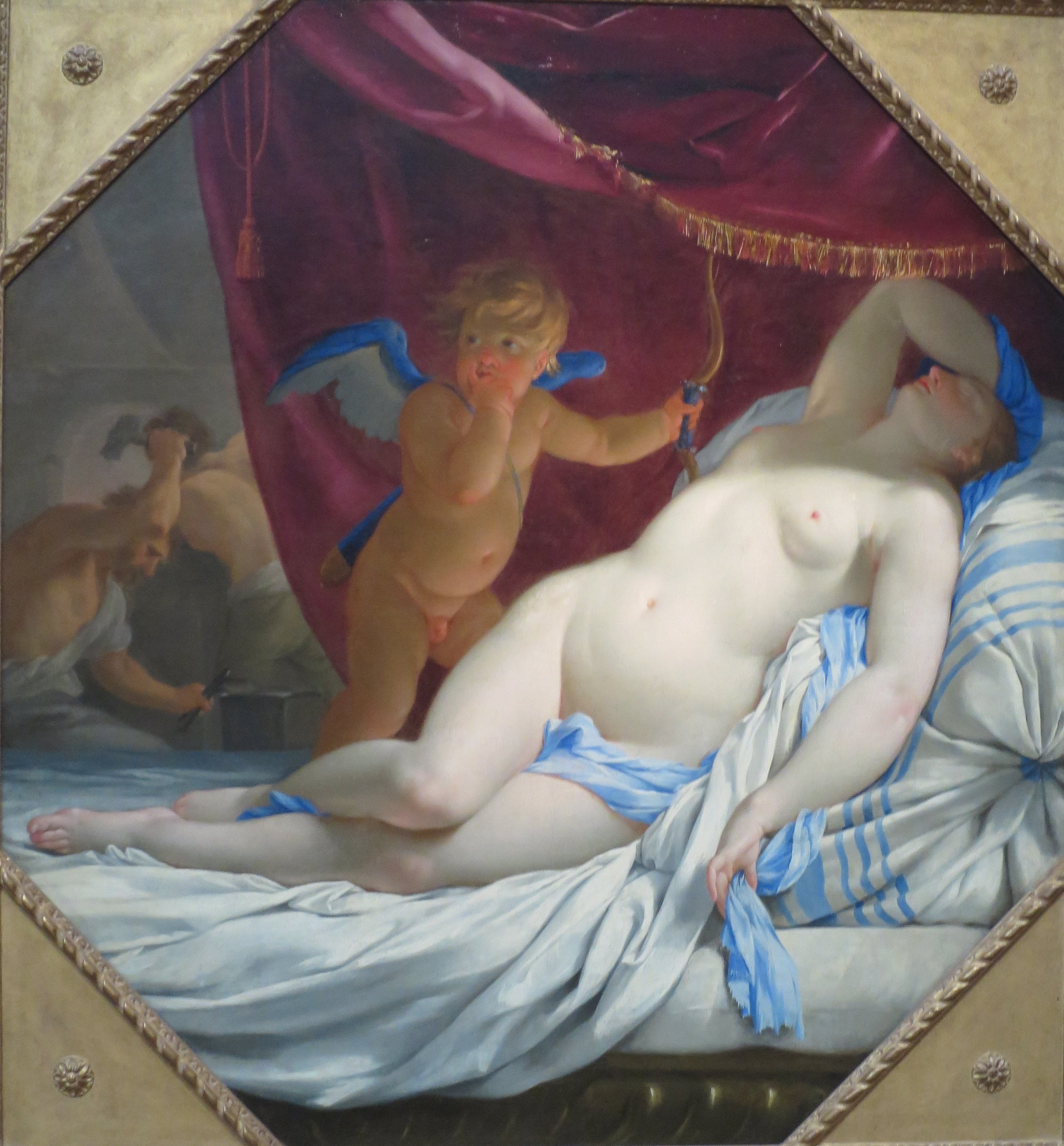
Eustache Le Sueur, Spící Venuše (asi 1638–1639)
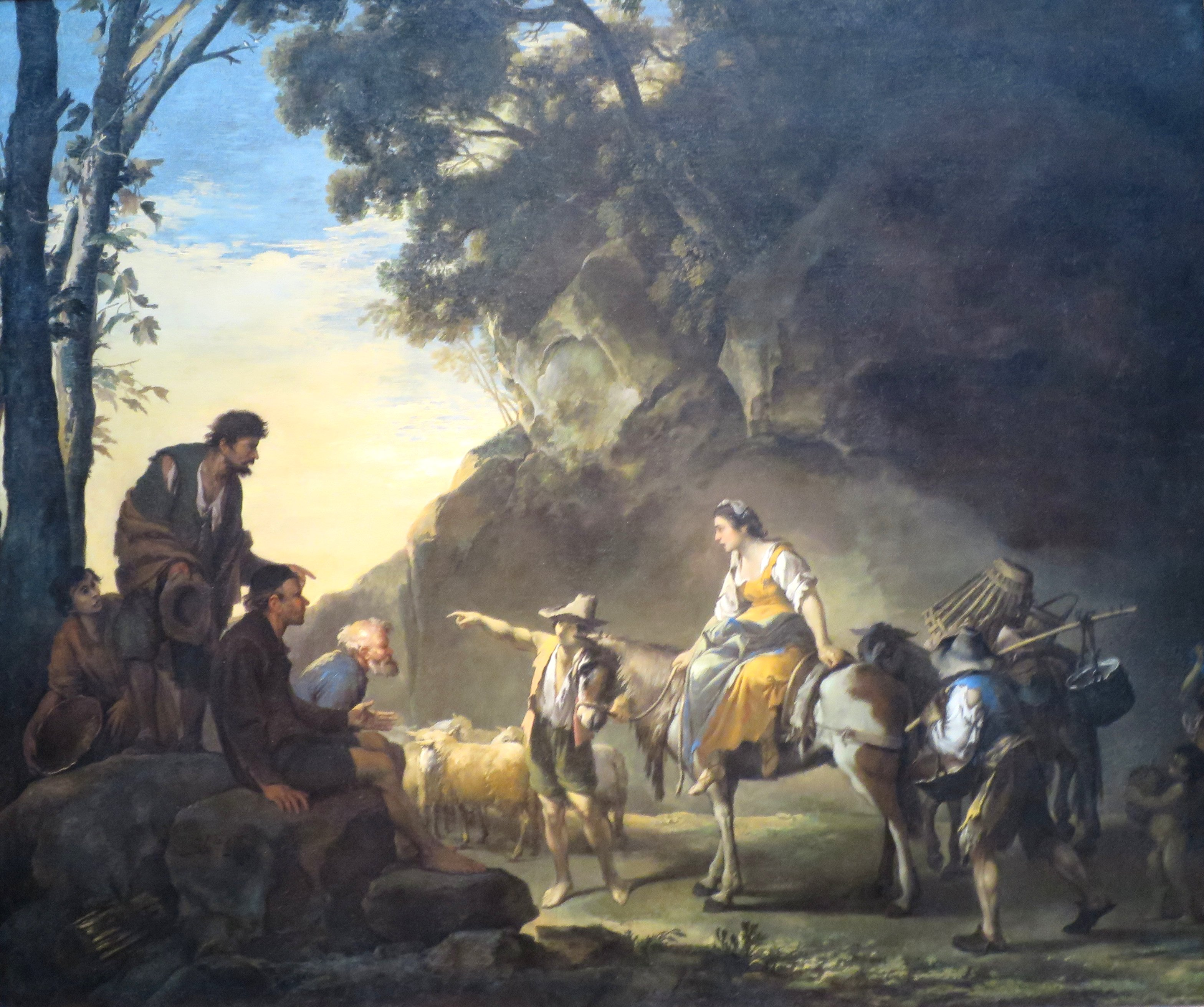
Salvator Rosa, Krajina s pocestnými (asi 1640)
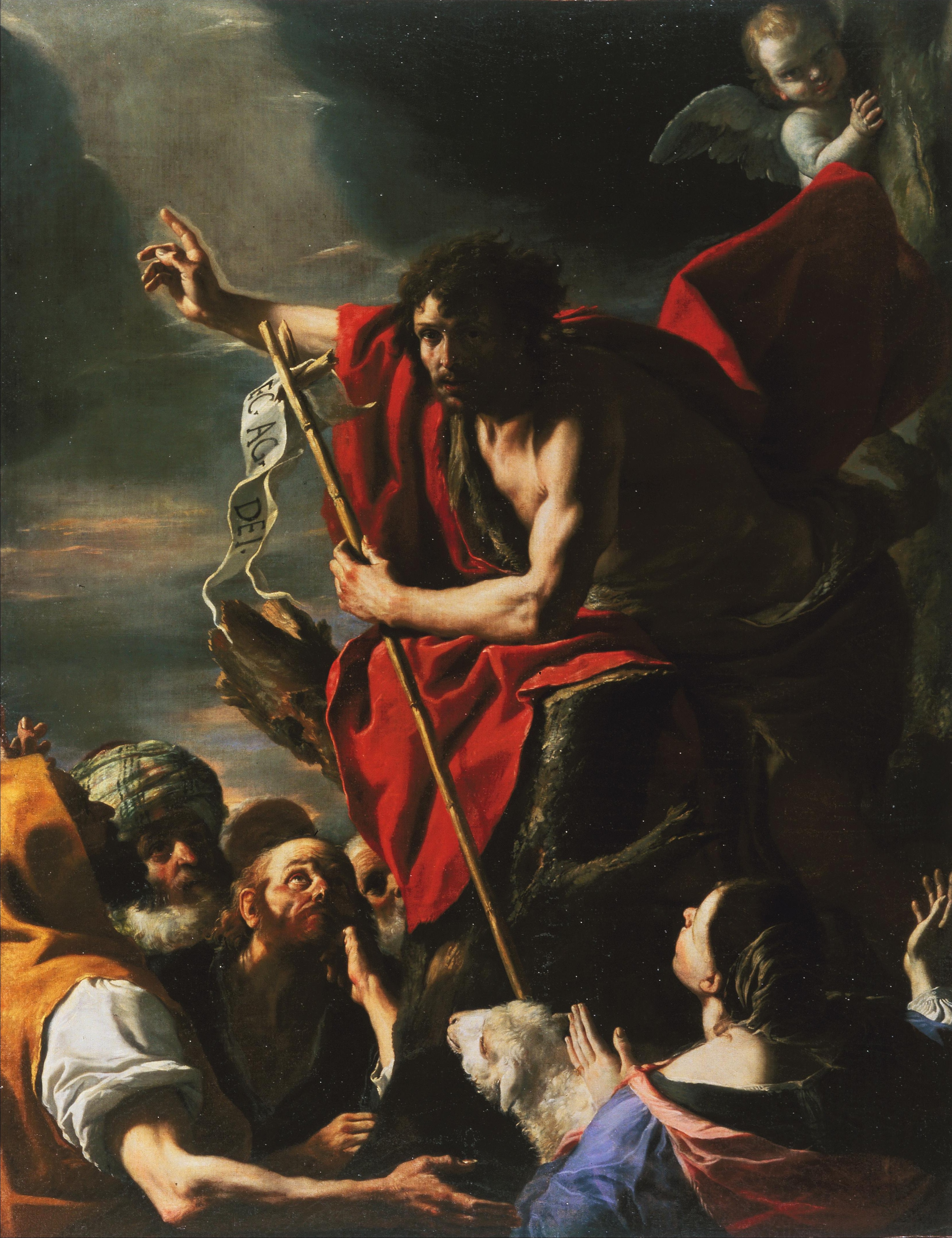
Mattia Preti, Kázání Jana Křtitele (asi 1665)
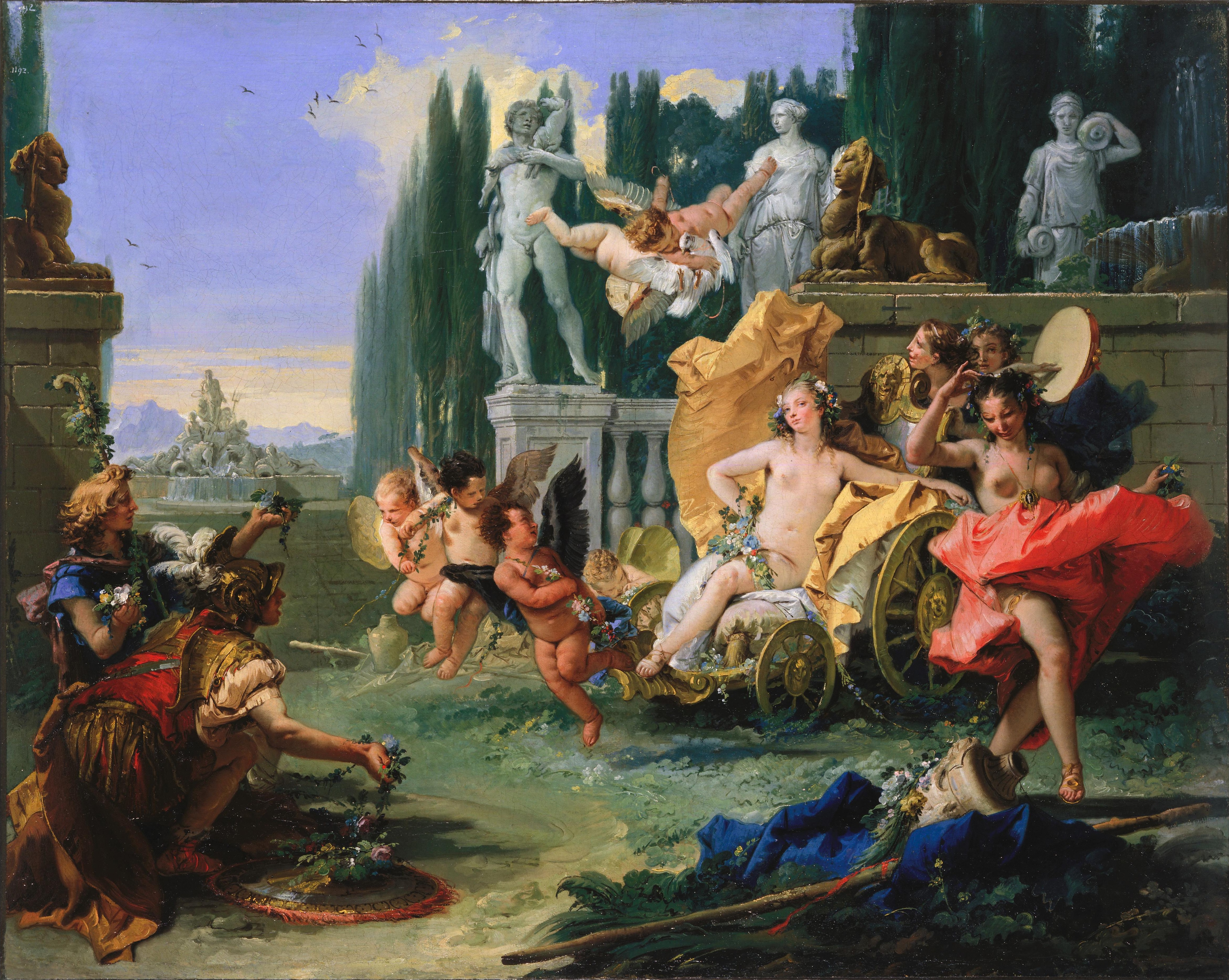
Giovanni Battista Tiepolo, Říše Flory (1743)
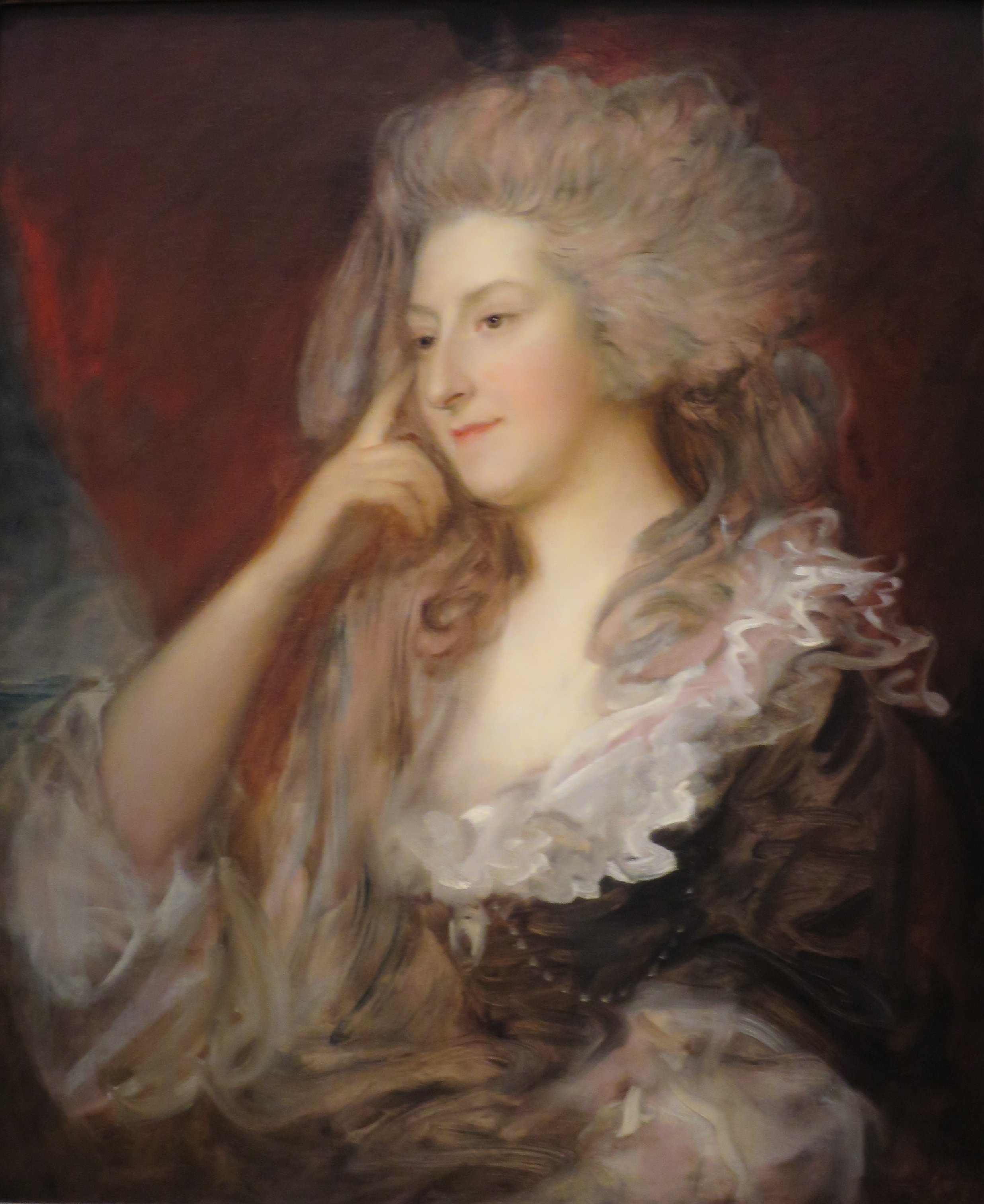
Thomas Gainsborough, Maria Anne Fitzherbertová (1784)
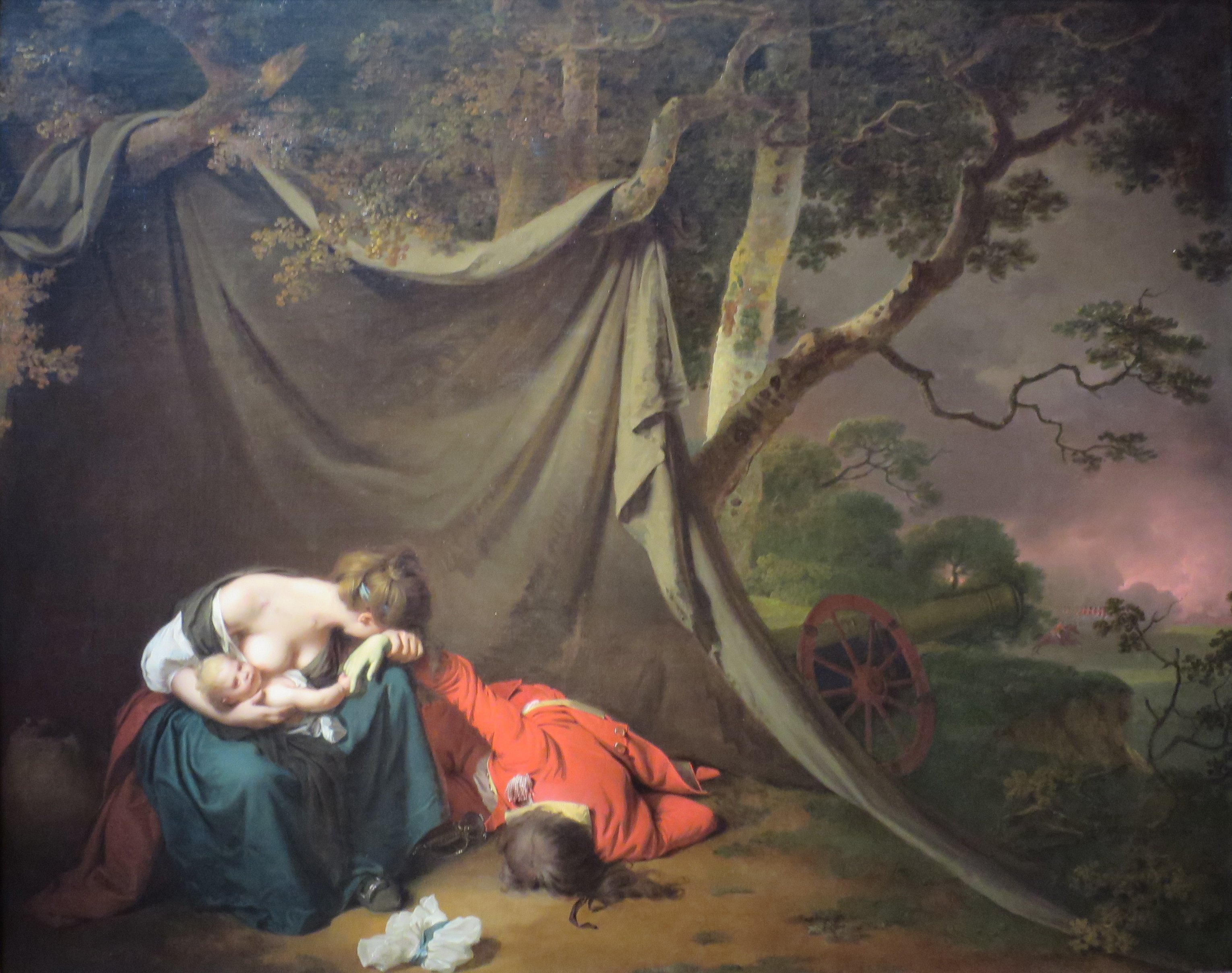
Joseph Wright of Derby, Mrtvý voják (1789)
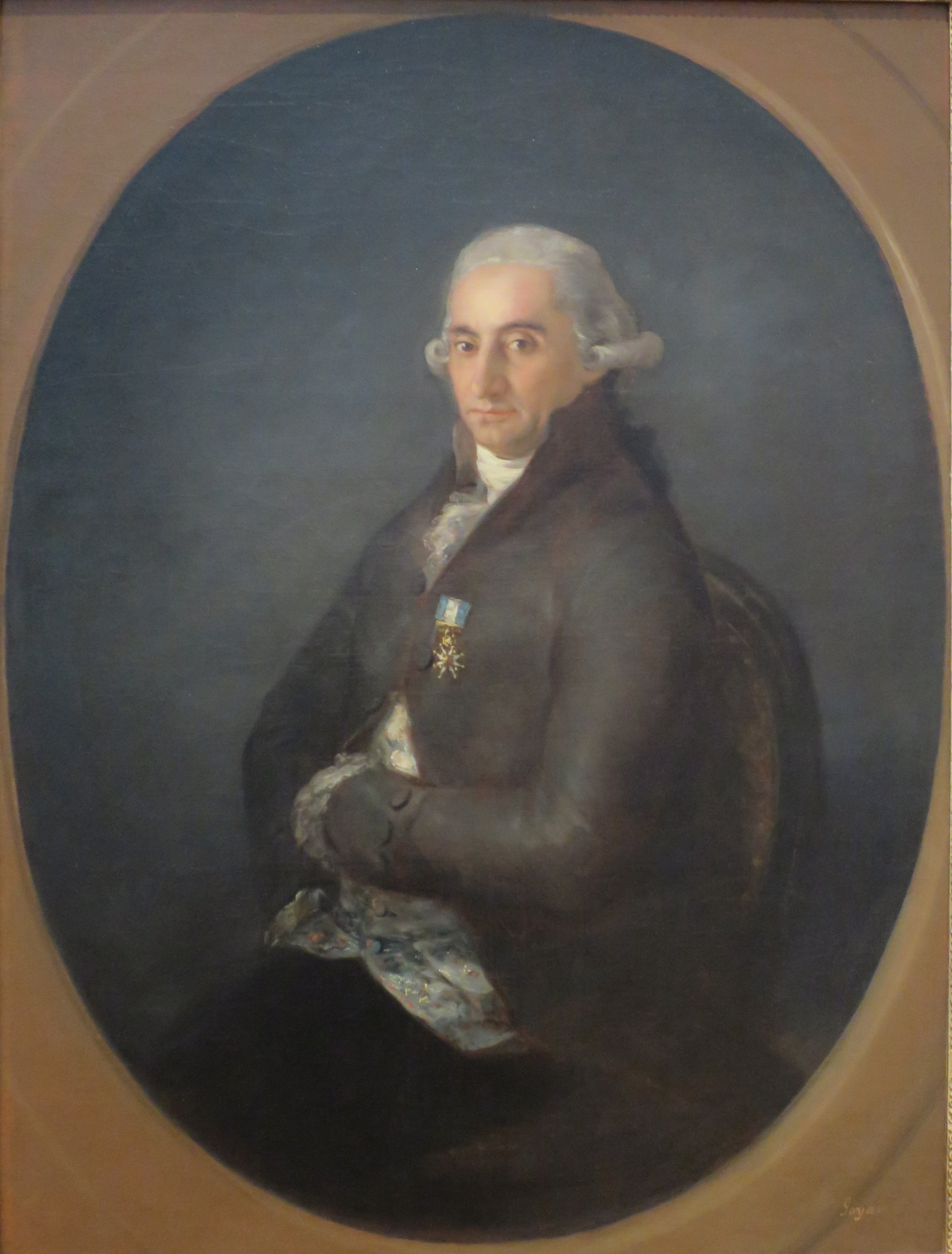
Goya, Don Ramón de Posada y Soto (asi 1801)
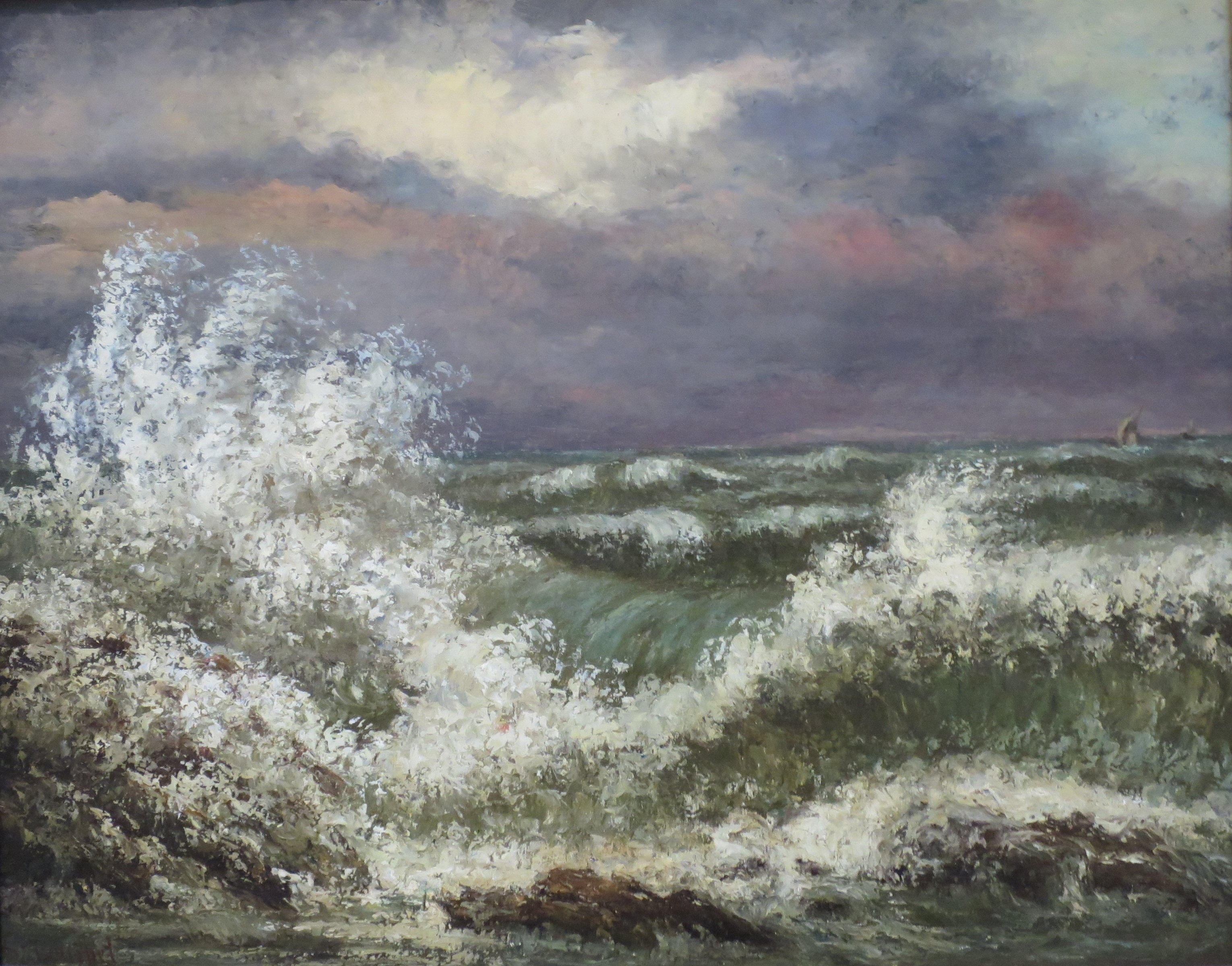
Gustave Courbet, Vlna (asi 1869)
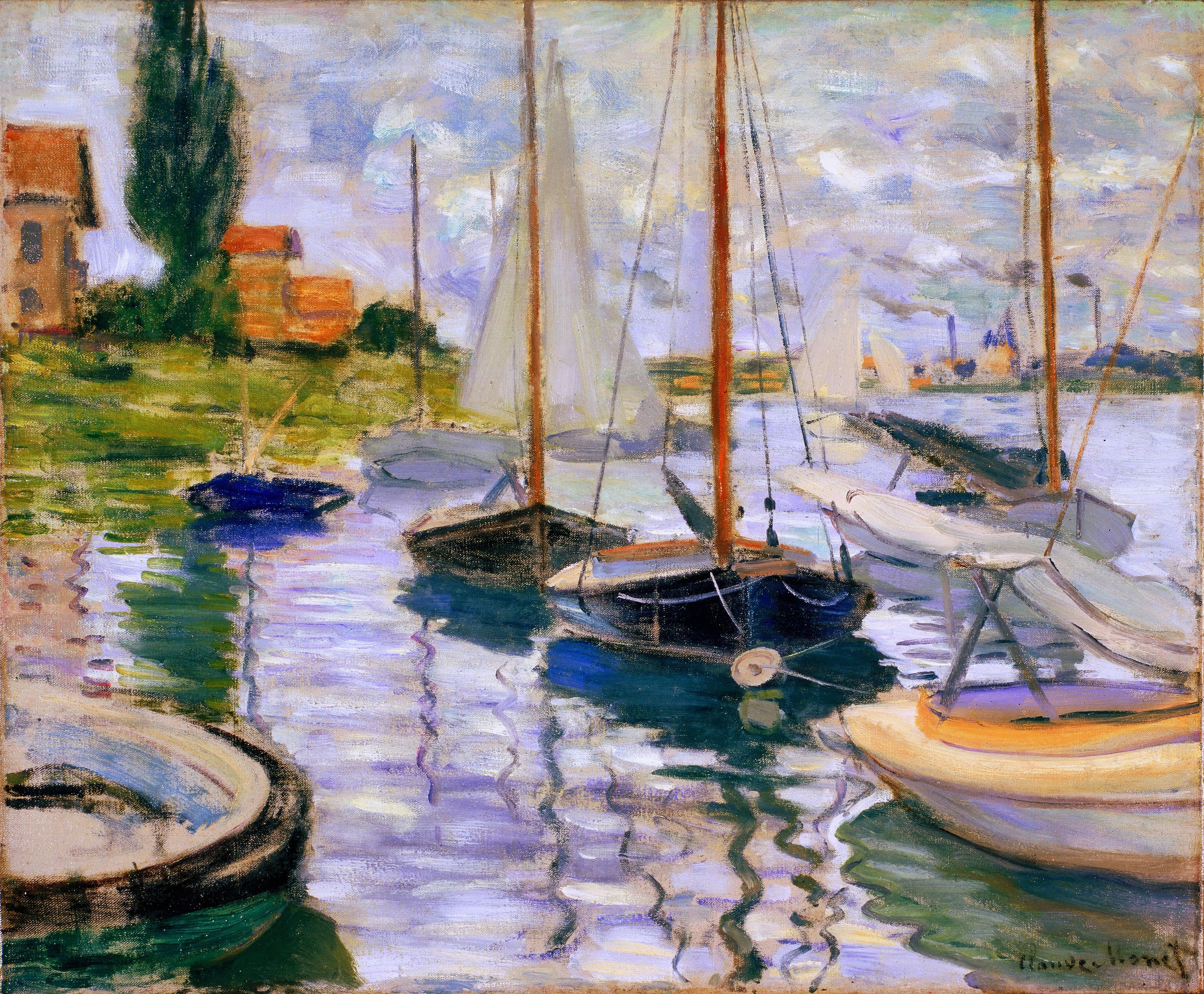
Claude Monet Čluny na Seině v Petit-Gennevilliers (1874)
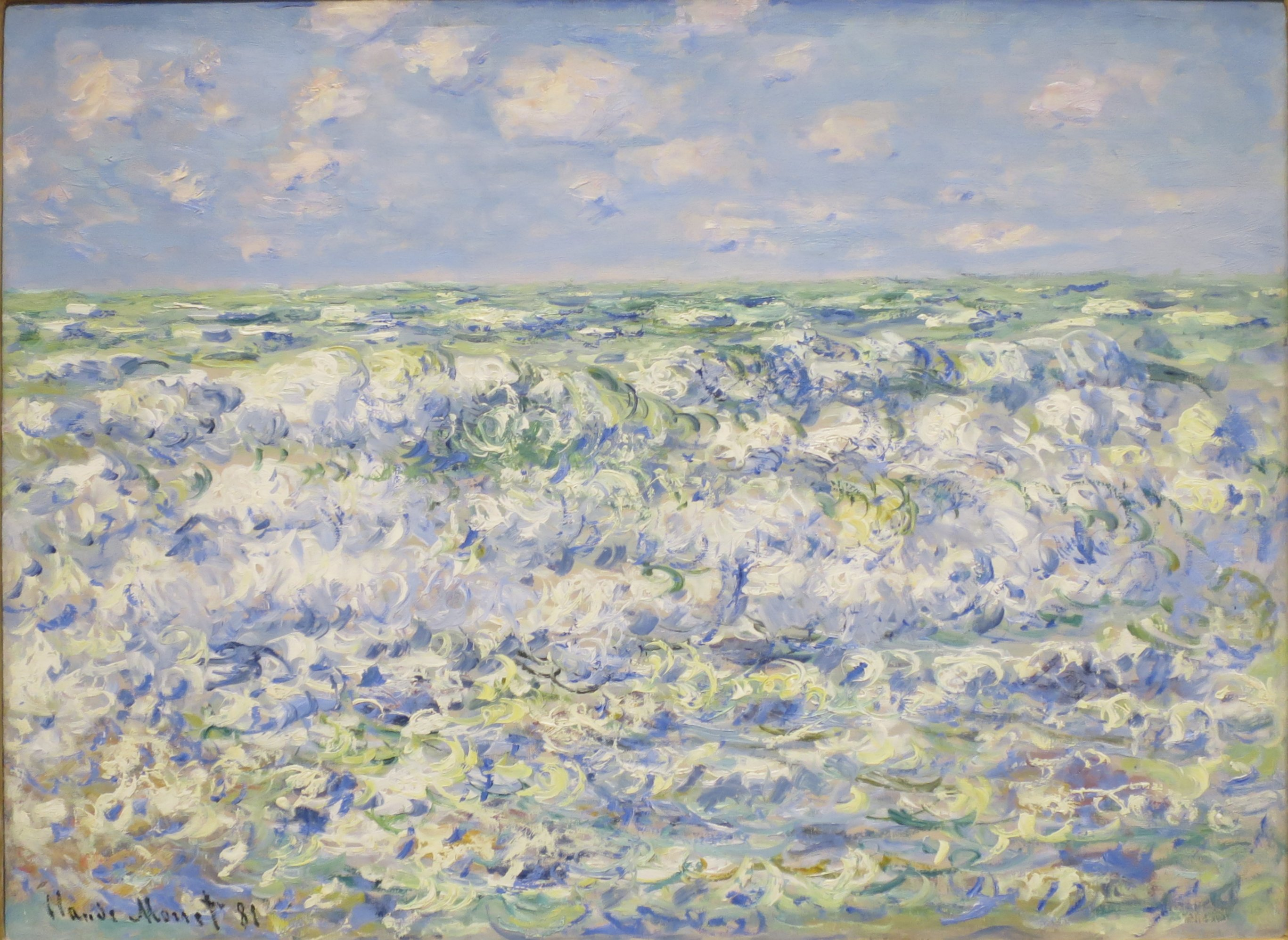
Claude Monet, Příboj (1881)
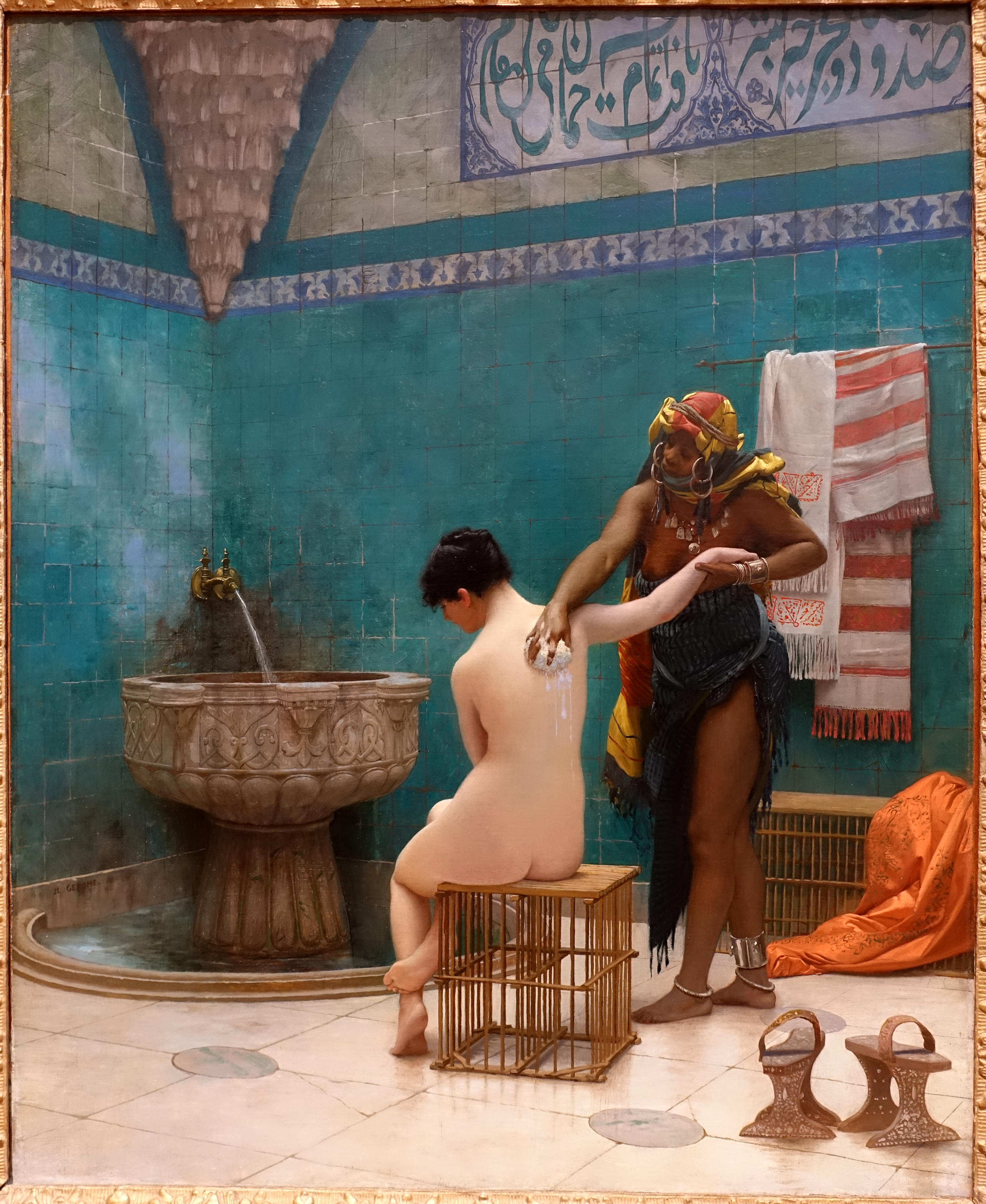
Jean-Léon Gérome, Lázeň (asi 1880–1885)
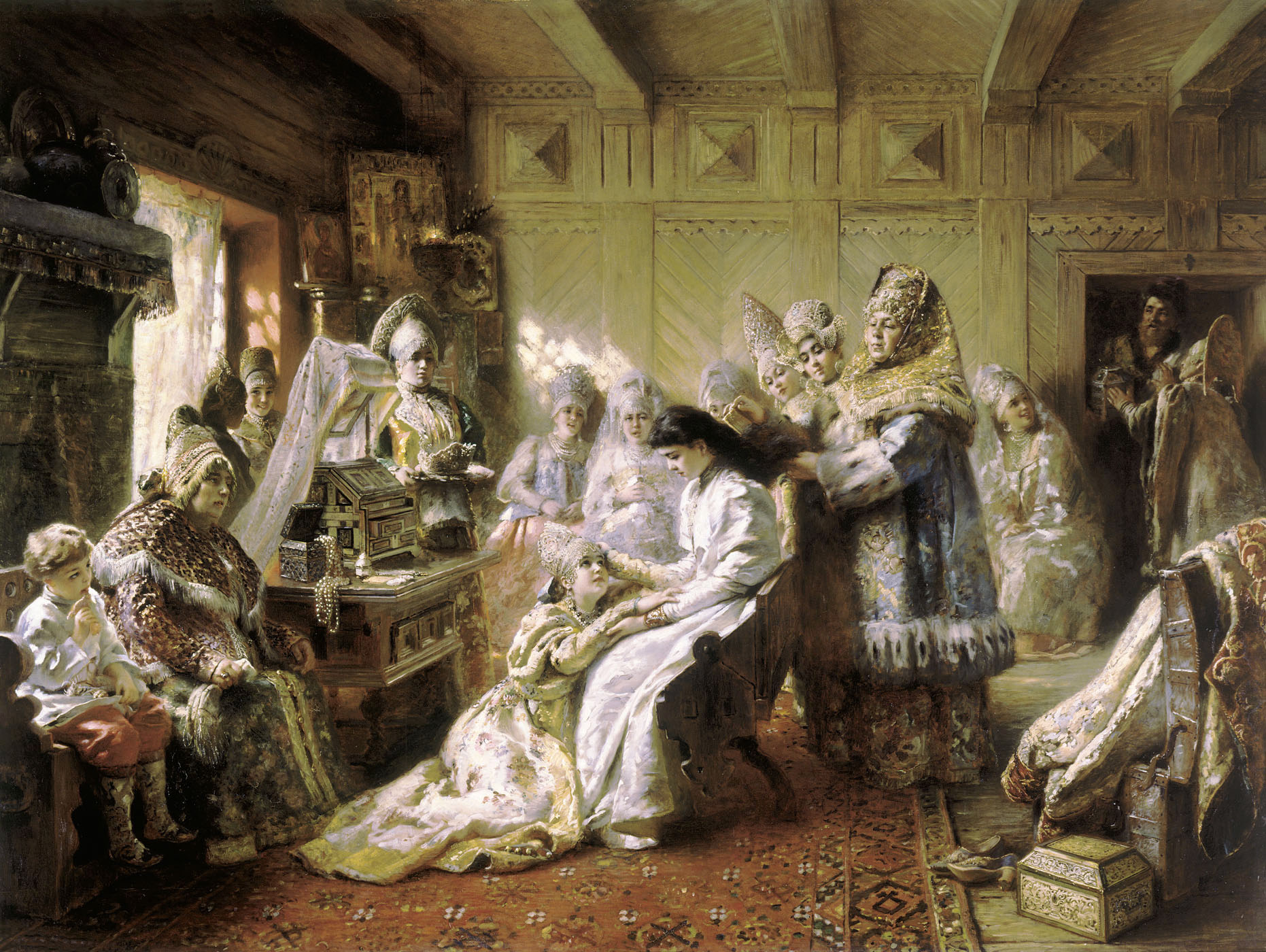
Konstantin Makovskij, Oblékání nevěsty (1889)
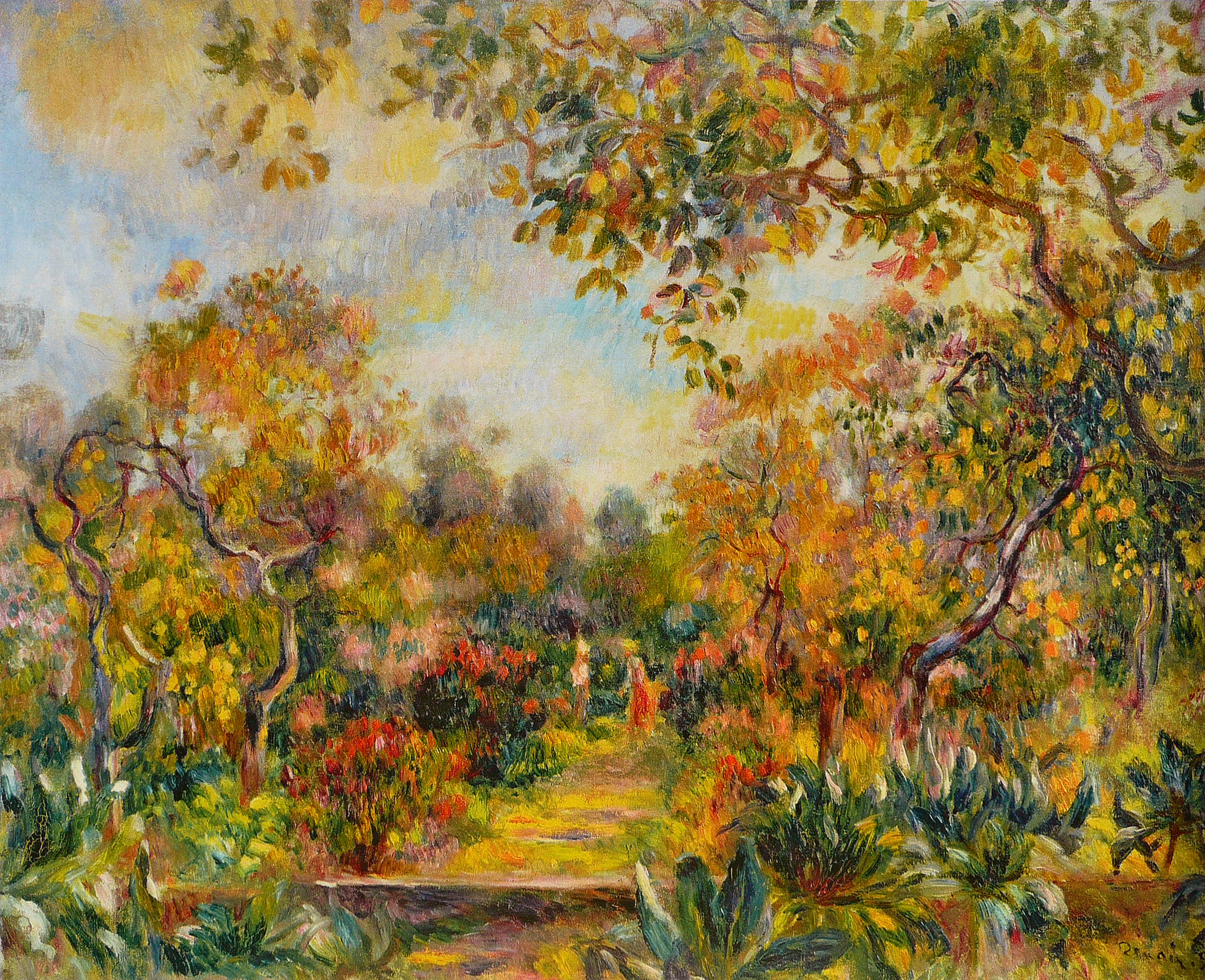
Pierre-Auguste Renoir, Krajina u Beaulieu (1893)
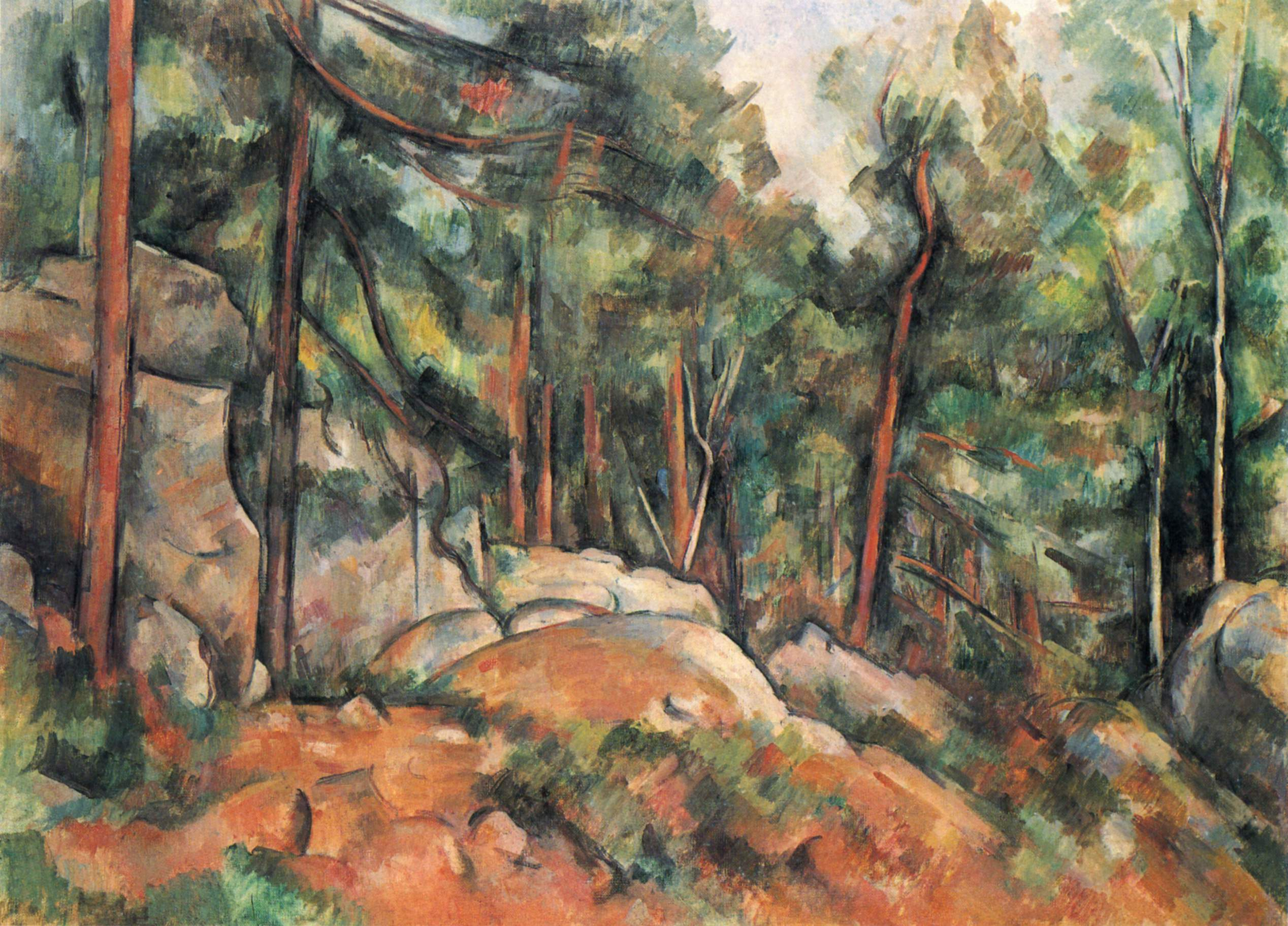
Paul Cézanne, Les (asi 1898–1899)
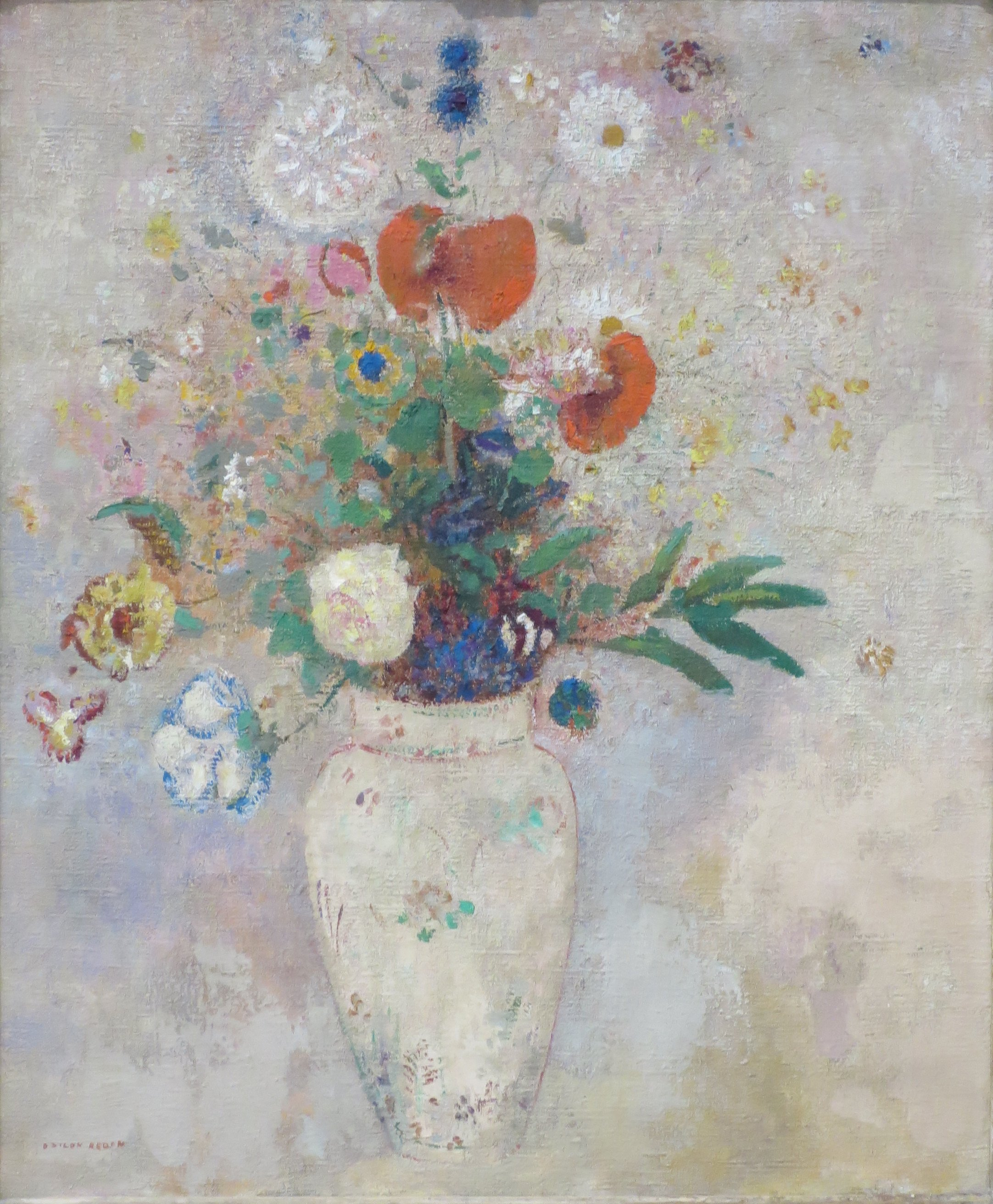
Odilon Redon, Květiny ve váze (1901)